# Roger Bens
Roger Bens es un cantante francés, mayormente conocido por haber representado a Francia en el Festival de la Canción de Eurovisión 1985.

## Carrera
Durante su infancia, él se desempeñó como cantante siendo parte de coros en la iglesia.
Su paso por Eurovisión
En 1984, se presentó junto al grupo Victoire donde él participaba, en la final nacional francesa para elegir a un representante en el Festival de Eurovisión, con la canción "On n'est pas rock, on n'est pas jazz". El grupo finalizó en el 6° lugar de la clasificación.
Al año siguiente, Bens participó nuevamente en la final nacional de su país para concursar en el Festival de Eurovisión 1985. Su canción "Femme dans ses rêves aussi" ("Mujer en sus sueños también") se alzó con el primer puesto, dándole el derecho de viajar a Gotemburgo, Suecia, para representar a su país. Finalmente, Roger Bens consiguió 56 puntos y se posicionó en el 10° puesto.
| Predecesor: Annick Thoumazeau con "Autant d'amoureux que d'étoiles" | Francia en el Festival de Eurovisión 1985 | Sucesor: Cocktail Chic con "Européennes" |

- Datos: Q1259082